# Patinação de velocidade nos Jogos Olímpicos de Inverno de 1998
A patinação de velocidade nos Jogos Olímpicos de Inverno de 1998 consistiu de dez eventos, sendo cinco para homens e cinco para mulheres. As provas foram realizadas na M-Wave em Nagano, no Japão, entre 8 e 19 de fevereiro de 1998.

## Medalhistas
Masculino
| Evento                | Ouro                           | Prata                           | Bronze                          |
| --------------------- | ------------------------------ | ------------------------------- | ------------------------------- |
| 500 metros detalhes   | Hiroyasu Shimizu JPN Japão     | Jeremy Wotherspoon CAN Canadá   | Kevin Overland CAN Canadá       |
| 1000 metros detalhes  | Ids Postma NED Países Baixos   | Jan Bos NED Países Baixos       | Hiroyasu Shimizu JPN Japão      |
| 1500 metros detalhes  | Ådne Søndrål NOR Noruega       | Ids Postma NED Países Baixos    | Rintje Ritsma NED Países Baixos |
| 5000 metros detalhes  | Gianni Romme NED Países Baixos | Rintje Ritsma NED Países Baixos | Bart Veldkamp BEL Bélgica       |
| 10000 metros detalhes | Gianni Romme NED Países Baixos | Bob de Jong NED Países Baixos   | Rintje Ritsma NED Países Baixos |

Feminino
| Evento               | Ouro                                  | Prata                                 | Bronze                              |
| -------------------- | ------------------------------------- | ------------------------------------- | ----------------------------------- |
| 500 metros detalhes  | Catriona Le May Doan CAN Canadá       | Susan Auch CAN Canadá                 | Tomomi Okazaki JPN Japão            |
| 1000 metros detalhes | Marianne Timmer NED Países Baixos     | Chris Witty USA Estados Unidos        | Catriona Le May Doan CAN Canadá     |
| 1500 metros detalhes | Marianne Timmer NED Países Baixos     | Gunda Niemann-Stirnemann GER Alemanha | Chris Witty USA Estados Unidos      |
| 3000 metros detalhes | Gunda Niemann-Stirnemann GER Alemanha | Claudia Pechstein GER Alemanha        | Anni Friesinger GER Alemanha        |
| 5000 metros detalhes | Claudia Pechstein GER Alemanha        | Gunda Niemann-Stirnemann GER Alemanha | Lyudmila Prokasheva KAZ Cazaquistão |

## Quadro de medalhas
| Ordem | País               | Medalha de ouro | Medalha de prata | Medalha de bronze |    |
| ----- | ------------------ | --------------- | ---------------- | ----------------- | -- |
| 1     | NED Países Baixos  | 5               | 4                | 2                 | 11 |
| 2     | GER Alemanha       | 2               | 3                | 1                 | 6  |
| 3     | CAN Canadá         | 1               | 2                | 2                 | 5  |
| 4     | JPN Japão          | 1               |                  | 2                 | 3  |
| 5     | NOR Noruega        | 1               |                  |                   | 1  |
| 6     | USA Estados Unidos |                 | 1                | 1                 | 2  |
| 7     | BEL Bélgica        |                 |                  | 1                 | 1  |
| 7     | KAZ Cazaquistão    |                 |                  | 1                 | 1  |
| TOTAL | TOTAL              | 10              | 10               | 10                | 30 |